# 愛の処刑
『愛の処刑』（あいのしょけい）は、榊山保の名義で三島由紀夫が発表したと認定されている短編小説。切腹死を劇画風に描いており、1960年（昭和35年）10月、ギリシャ研究・男性同性愛の会「アドニス会」の機関誌『ADONIS』の別冊『APOLLO（アポロ）』5号に掲載された。愛する者に見守られながら切腹死するという構図や、エロスとタナトス（死の美）のモチーフに、『憂国』（1961年）との共通性が垣間見られる作品である。
三島の執筆作であるか否か論争されていた経過があり、三島の元原稿に沿って「榊山保」という人物が第2次原稿を書き、それを三島が口述で語彙など文章チェックしてから、「榊山保」が清書したと推測されていたが、その元原稿は発見されていなかった。しかし、2005年（平成17年）に中井英夫の家から、三島自筆のものと思われる大学ノートが発見されたため、これが元原稿だと認定された。なお、この大学ノートでは、主人公の名前は「大友信二」だが、初出雑誌『APOLLO』5号では「大友隆吉」になっている。

## あらすじ
※元原稿とされる大学ノートに拠る。
30半ばで独身の中学体育教師・大友信二が一人暮らしをしている山深い借家に、ある夜、彼の教え子で無口な美少年・今林俊男が訪ねてくる。俊男は、親友の田所が死んだのは先生のせいだから、先生は責任をとって切腹で苦しみながら死ぬべきだと言う。信二は、品行の良くない田所を罰として大雨の中に立たせ、そのせいで田所は肺炎を起こし死んだのである。田所も俊男も愛していた信二は、俊男にそう言われ、すぐさま喜んで切腹する決心をする。井戸の水で体を清めた信二に求められ接吻を交わした俊男は処刑の儀式宣言を行い、短刀を信二に渡した。自分も後から青酸カリで死ぬ用意をしている俊男は、信二が切腹して苦しむ姿に涙しながら、先生が好きで、先生が切腹して死ぬところが見たかったと告白する。

## 映画化
- 1983年（昭和58年）11月２日封切。カラー60分。
- 監督 - 野上正義
- 脚本 - 吉本昌弘
- 製作 - 伊藤文學
- 出演 - 御木平介、石神一
- 製作 - 塁プロモーション
- 配給 - ENKプロモーション

## 全集収録
- 『決定版 三島由紀夫全集 補巻 補遺・索引』（新潮社、2005年12月25日）
  - 装幀：新潮社装幀室。装画：柄澤齊。四六判。貼函。布クロス装。丸背。箔押し2色。
  - 月報：正誤補訂一覧。
  - 収録内容：
    - I 本篇［小説］「我はいは蟻である」「水鶏の里と四気」「神官」「冬山」「真白な椅子」「愛の処刑」。［戯曲］「リュイ・ブラス」。［評論］「発句随筆」から「素人防衛論」まで全33篇。［俳句・短歌］。［書簡］37宛通。
    - II 参考作品（断片・異稿等）［小説］24篇。［戯曲］1篇。［評論］5篇。［作文］1篇。［共同執筆］2篇。［アンケート］3篇。［詩篇］2篇。［参考資料］1篇。［書簡］宛名不明1通。
    - III 創作ノート 「『花ざかりの森』創作ノート」から「『天人五衰』創作ノート2」まで17篇。
    - IV 日記「総務幹事日記」「会計日記」「英国旅行」
    - ［主要参考文献目録］［索引］